# یوستینا اشنایدر
یوستینا اشنایدر (لهستانی: Justyna Schneider؛ زادهٔ ۲۹ ژانویه ۱۹۸۷) بازیگر اهل لهستان است.
از فیلم‌ها یا مجموعه‌های تلویزیونی که وی در آن‌ها نقش داشته‌است، می‌توان به دوستان، تشخیص، در خیابان سپولنی، در خوشی و سختی، خانه کشیش و تازه‌کار اشاره نمود.